# Wahdat Hanonow
Wahdat Azamatowicz Hanonow (tadż. Ваҳдат Азаматович Ҳанонов; ur. 25 lipca 2000 w Hisarze) – tadżycki piłkarz grający na pozycji obrońcy w irańskim klubie Persepolis FC oraz reprezentacji Tadżykistanu.

## Kariera klubowa
Hanonow jest wychowankiem klubu Barkchi. W 2019 przeniósł się do CSKA Pomir Duszanbe. Po roku został piłkarzem Istiklolu Duszanbe. W 2020 zdobył z drużyną Mistrzostwo Tadżykistanu. Wygrał także Superpuchar Tadżykistanu. Od 2021 jest zawodnikiem Persepolis FC. W 2023 roku zdobył Iran Pro League, Puchar oraz Superpuchar Iranu.

## Kariera reprezentacyjna
W reprezentacji Tadżykistanu zadebiutował 16 grudnia 2018 przeciwko Omanowi. Pierwszą bramkę w kadrze zdobył 14 czerwca 2023 także w meczu z Omanem. Został powołany na Puchar Azji 2023, na którym to turnieju Tadżykistan debiutował. Zdobył tam gola w meczu 1/8 finału ze Zjednoczonymi Emiratami Arabskimi. Wykorzystał również swój rzut karny w serii jedenastek, co przyczyniło się do historycznego awansu Tadżykistanu do ćwierćfinału. Tam jednak drużyna przegrała 0:1 z Jordanią po samobójczym trafieniu Hanonowa.